# Ruimtevullende kromme

3 iteraties van een constructie van een Peano-kromme, waarvan de limiet een ruimtevullende kromme is.

In de wiskundige analyse, een deelgebied van de wiskunde, is een ruimtevullende kromme een kromme, waarvan het bereik het volledige 2-dimensionale eenheidsvierkant (of meer in het algemeen een N-dimensionale hyperkubus) beslaat.
Omdat Giuseppe Peano (1858-1932) de eerste was die een ruimtevullende kromme vond, worden ruimtevullende krommen in het 2-dimensionale vlak gewoonlijk Peano-krommen genoemd.
Wegens de stelling van Sard kan een ruimtevullende kromme nooit glad (onbeperkt differentieerbaar) zijn.